# جاستن هوكينز
جاستن هوكينز (بالإنجليزية: Justin Hawkins) هو عازف قيثارة ومغني وكاتب أغاني بريطاني، ولد في 17 مارس 1975 في تشيرتسي في المملكة المتحدة.

## وصلات خارجية
- الموقع الرسمي
- جاستن هوكينز على موقع IMDb (الإنجليزية)
- جاستن هوكينز على موقع ميوزك برينز (الإنجليزية)
- جاستن هوكينز على موقع إن إن دي بي (الإنجليزية)
- جاستن هوكينز على موقع أول ميوزيك (الإنجليزية)
- جاستن هوكينز على موقع ديسكوغز (الإنجليزية)
- جاستن هوكينز على موقع قاعدة بيانات الفيلم (الإنجليزية)